# Miss International 2012
Miss International 2012, cinquantaduesima edizione di Miss International, si è tenuta presso il Okinawa Prefectural Budokan di Naha, in Giappone il 21 ottobre 2012. Vincitrice del concorso è stata la giapponese Ikumi Yoshimatsu.

## Risultati

### Piazzamenti
| Risultato finale        | Concorrente |
| ----------------------- | --- |
| Miss International 2012 | - Giappone – Ikumi Yoshimatsu |
| 2ª classificata         | - Finlandia – Viivi Suominen |
| 3ª classificata         | - Sri Lanka – Madusha Mayadunne |
| 4ª classificata         | - Rep. Dominicana – Melody Mir |
| 5ª classificata         | - Paraguay – Nicole Huber |
| Top 15                  | - Brasile – Rafaela Butarelli - Colombia – Melissa Varón - Filippine – Nicole Schmitz - Haiti – Anedie Azael - India – Rochelle Maria Rao - Messico – Jessica García Formenti - Namibia – Paulina Malulu - Regno Unito – Alize Lily Mounter - Stati Uniti – Amanda Renee Delgado - Venezuela – Blanca Aljibes |

### Riconoscimenti speciali
| Riconoscimento        | Concorrente                      |
| --------------------- | -------------------------------- |
| Miss Friendship       | - Mauritius – Ameeksha Dilchand  |
| Miss Photogenic       | - Giappone – Ikumi Yoshimatsu    |
| Miss Talent           | - Russia – Ekaterina Meglinskaja |
| Best National Costume | - Honduras – Nicole Velásquez    |
| Miss Internet         | - Birmania – Nang Khin Zay Yar   |
| Miss JOICFP           | - Haiti - Anedie Azael           |

## Concorrenti
| Nazione/Territorio      | Concorrente                   | Età | Altezza | Città                      |
| ----------------------- | ----------------------------- | --- | ------- | -------------------------- |
| Argentina               | Daiana Incandela              | 23  | 1.80    | Buenos Aires               |
| Australia               | Sarah Jane Fraser             | 21  | 1.70    | Newcastle                  |
| Belgio                  | Alien Decock                  | 24  | 1.72    | Bruxelles                  |
| Belize                  | Destinee Arnold               | 19  | 1.68    | Roaring Creek              |
| Bielorussia             | Anastasija Pograničnaja       | 20  | 1.75    | Minsk                      |
| Birmania                | Nang Khin Zay Yar             | 24  | 1.68    | Taunggyi                   |
| Bolivia                 | Stephanie Nuñez               | 20  | 1.74    | Pando                      |
| Brasile                 | Rafaela Butarelli             | 23  | 1.78    | Marília                    |
| Camerun                 | Françoise Odette Ngoumou      | 22  | 1.85    | Douala                     |
| Canada                  | Marta Jablonska               | 24  | 1.79    | Hamilton                   |
| Colombia                | Melissa Varón                 | 25  | 1.79    | Santa Marta                |
| Corea del Sud           | Lee Jung-bin                  | 19  | 1.74    | Gwangju                    |
| Costa Rica              | Natasha Sibaja                | 21  | 1.68    | Pérez Zeledón              |
| Danimarca               | Line Christiansen             | 18  | 1.70    | Århus                      |
| Ecuador                 | Tatiana Loor                  | 21  | 1.73    | Santo Domingo              |
| El Salvador             | Marlin Ramírez                | 21  | 1.70    | San Salvador               |
| Estonia                 | Xenia Likhacheva              | 23  | 1.71    | Tallinn                    |
| Filippine               | Nicole Cassandra Schmitz      | 24  | 1.73    | Cebu                       |
| Finlandia               | Viivi Suominen                | 25  | 1.75    | Turku                      |
| Francia                 | Marion Amelineau              | 23  | 1.79    | Givrand                    |
| Gabon                   | Channa Divouvi                | 21  | 1.77    | Libreville                 |
| Germania                | Aline Marie                   | 25  | 1.76    | Monaco di Baviera          |
| Giappone                | Ikumi Yoshimatsu              | 25  | 1.70    | Saga                       |
| Gibilterra              | Kerrianne Massetti            | 24  | 1.81    | Gibilterra                 |
| Guadalupa               | Aude Belenus                  | 21  | 1.89    | Basse-Terre                |
| Guam                    | Chanel Cruz Jarrett           | 18  | 1.72    | Agana Heights              |
| Guatemala               | Christa Irene García González | 20  | 1.70    | Città del Guatemala        |
| Haiti                   | Anedie Azael                  | 23  | 1.77    | Port-au-Prince             |
| Honduras                | Nicole Velásquez              | 21  | 1.78    | Tegucigalpa                |
| Hong Kong               | Tracy Tsin Suet Chu           | 24  | 1.66    | Hong Kong                  |
| India                   | Rochelle Maria Rao            | 23  | 1.70    | Chennai                    |
| Indonesia               | Liza Elly Purnamasari         | 21  | 1.75    | Malang                     |
| Isole Vergini Americane | Vanessa Donastorg             | 23  | 1.70    | Saint Thomas               |
| Israele                 | Yael Markovich                | 23  | 1.68    | Haifa                      |
| Italia                  | Giulia Masala                 | 19  | 1.76    | Ploaghe                    |
| Lettonia                | Kristina Viluma               | 22  | 1.68    | Riga                       |
| Libano                  | Cynthia Moukarzel             | 24  | 1.65    | Beirut                     |
| Macao                   | Cherry Ng                     | 25  | 1.68    | Macao                      |
| Malaysia                | Mei Xian Teng                 | 21  | 1.76    | Perak                      |
| Mauritius               | Ameeksha Dilchand             | 25  | 1.76    | Port Louis                 |
| Messico                 | Jessica García Formenti       | 22  | 1.79    | La Paz                     |
| Mongolia                | Dolgion Delgerjav             | 21  | 1.77    | Ulan Bator                 |
| Namibia                 | Paulina Malulu                | 23  | 1.75    | Windhoek                   |
| Nepal                   | Subekshya Khadka              | 18  | 1.65    | Lalitpur                   |
| Nicaragua               | Reyna Pérez                   | 20  | 1.75    | Chinandega                 |
| Nuova Zelanda           | Hannah Carson                 | 25  | 1.70    | Auckland                   |
| Panama                  | Karen Jordán Beitia           | 23  | 1.73    | David                      |
| Paraguay                | Nicole Huber                  | 22  | 1.74    | Asunción                   |
| Perù                    | Rossmary Pizarro              | 25  | 1.75    | Iquitos                    |
| Polonia                 | Rozalia Mancewicz             | 25  | 1.75    | Białystok                  |
| Porto Rico              | Ashley Ruiz                   | 24  | 1.75    | Rincón                     |
| Portogallo              | Joana Peta                    | 22  | 1.75    | Faro                       |
| Regno Unito             | Alize Lily Mounter            | 24  | 1.79    | Londra                     |
| Rep. Dominicana         | Melody Mir Jiménez            | 23  | 1.77    | Santiago de los Caballeros |
| Russia                  | Ekaterina Meglinskaja         | 20  | 1.75    | Saratov                    |
| Singapore               | Leong Ying Mae                | 22  | 1.75    | Singapore                  |
| Slovacchia              | Denisa Krajčovičová           | 24  | 1.72    | Bratislava                 |
| Spagna                  | Ana Amparo Crespo             | 22  | 1.76    | Valencia                   |
| Sri Lanka               | Madusha Mayadunne             | 25  | 1.76    | Colombo                    |
| Stati Uniti             | Amanda Renee Delgado          | 22  | 1.75    | Los Angeles                |
| Suriname                | Wynona Redmond                | 25  | 1.75    | Paramaribo                 |
| Svezia                  | Katarina Konow                | 19  | 1.74    | Stoccolma                  |
| Tahiti                  | Ariirau Sandras               | 22  | 1.74    | Papeete                    |
| Taipei Cinese           | Nianyu Yu                     | 20  | 1.62    | Taipei                     |
| Thailandia              | Rungsinee Panjaburi           | 21  | 1.67    | Lamphun                    |
| Turchia                 | Meltem Tüzüner                | 23  | 1.76    | Istanbul                   |
| Ucraina                 | Julija Heršun                 | 23  | 1.76    | Dnipropetrovs'k            |
| Ungheria                | Claudia Kozma                 | 21  | 1.70    | Budapest                   |
| Venezuela               | Blanca Aljibes                | 24  | 1.79    | Valencia                   |

### Debutti
- Camerun
- Gibilterra
- Isole Vergini Americane
- Namibia

### Ritorni
- Ultima partecipazione nel 1961:
  -  Birmania (come Burma)
- Ultima partecipazione nel: 2005:
  -  Israele
- Ultima partecipazione nel: 2008:
  -  Suriname
- Ultima partecipazione nel: 2009:
  -  Argentina
  -  Gabon
- Ultima partecipazione nel: 2010:
  -  Canada
  -  Mauritius
  -  Nicaragua
  -  Regno Unito
  -  Sri Lanka

### Ritiri
- Aruba
- Cina - Zhang Chengcheng
- Cuba
- Etiopia - Melkam Endale
- Georgia - Mariam Girmisashvili
- Hawaii
- Kirghizistan
- Paesi Bassi
- Romania
- Sudafrica - Donique Leonard
- Tanzania - Winfrida Dominic
- Trinidad e Tobago
- Vietnam
- Zimbabwe

### Crossover
Miss Universo
- 2011:  Haiti - Anedie Azael
- 2011:  Polonia - Rozalia Mancewicz
- 2012:  Gabon - Channa Divouvi
- 2012:  Mauritius - Ameeksha Dilchand
- 2013:  Namibia - Paulina Malulu

Miss Mondo
- 2010:  Macao - Cherry Ng
- 2011:  Paraguay - Nicole Huber (Top 16)
- 2011:  Regno Unito - Alize Lily Mounter (Top 7)  Inghilterra
- 2013:  Birmania - Nang Khin Zay Yar
- 2013:  Namibia -  Paulina Malulu

Miss Terra
- 2011:  Belgio - Aline Decock
- 2011:  Estonia - Xenia Likhaceva
- 2011:  Macao - Cherry Ng
- 2011:  Paraguay - Nicole Huber (Top 16)

Miss Tourism Queen International
- 2005:  Polonia - Rozalia Mancewicz (4ª classificata)
- 2008:  Stati Uniti - Amanda Renee Delgado  Hawaii

Miss Continente Americano
- 2012: Ecuador - Tatiana Loor

Miss Asia Pacific World
- 2011:  Panama - Karen Jordán Beitia

Miss Tourism International
- 2011:  Costa Rica - Natasha Sibaja

Miss Model of the World
- 2010:  Stati Uniti - Amanda Renee Delgado (Vincitrice)

Reinado Internacional del Café
- 2010:  Stati Uniti - Amanda Renee Delgado

Reina Hispanoamericana
- 2009:  Rep. Dominicana: Melody Mir (3ª classificata)  Spagna

Reina Mundial del Banano
- 2008:  Stati Uniti - Amanda Renee Delgado (Vincitrice)